# Церковь Святого Мартина (Кентербери)
Церковь Святого Мартина (англ. St Martin’s Church) в Кентербери — старейшая непрерывно действующая приходская церковь в Великобритании и старейшая приходская христианская церковь в англоговорящем мире. Устроена в VI веке королевой Бертой Кентской как частная капелла, с 1688 года — в составе бенефиции св. Мартина и св. Павла. Как в церкви св. Мартина, так и св. Павла проводятся еженедельные службы.
В 1952 году признана объектом культурного наследия Англии I класса, в 1988 году церковь Святого Мартина наряду с аббатством Святого Августина и Кентерберийским собором была признана ЮНЕСКО памятником Всемирного наследия.

## История
Церковь была частной капеллой королевы Берты Кентской († не ранее 601) ещё прежде, чем из Рима в 597 году приехал Августин Кентерберийский. Берта была франкского происхождения и прибыла в Англию с собственным капелланом епископом Леодхардтом. Её муж, Этельберт Кентский, был язычником, но предоставил ей для исполнения обрядов христианской веры отремонтированную ок. 580 года постройку романо-британского времени. Беда утверждает, что она использовалась для христианской молитвы в позднеримский период, но потом была заброшена. Он особо упоминает, что церковь была посвящена св. Мартину Турскому, потому что Берта выросла близ Тура. Современные исследователи оспаривают сведения Беды и считают, что не только это здание не было в римское время церковью, но даже и построено оно лишь в VI веке, хотя и по римским образцам.
Августин немедленно сделал церковь центром своей миссии и пристроил её в 597 году. Вскоре здесь был крещён Этельберт, и, хотя построены Кентерберийский собор и аббатство св. Августина, церковь не утратила своего исторического значения.
Со времён Августина существует хор и непрерывно поддерживается традиция церковного пения.
При церкви погребены представители местных родов и такие известные люди как художник Томас Сидней Купер и Мэри Туртел (1874—1948), создательница комиксов о медвежонке Руперте.
Незадолго до 1844 года близ церкви найден клад золотых монет, возможно, конца VI века, в том числе Леодхардтов медальон с изображением коронованного лица, по легенде — епископа Леодхардта.

## Архитектура
Находки подтверждают существование христианской общины в этом месте в указанное время. В составе здания имеется множество сполий, заново использованного римского кирпича, крупные фрагменты римских стен и целая римская кирпичная могила. Часть стен очевидно очень древние, и проём в алтаре с прямой перемычкой, ныне заложенный, вероятно, вёл в капеллу Берты. Другие стены, в том числе бо́льшая часть нефа, несколько моложе, VII и VIII веков. Первоначальная апсида в восточном конце утрачена, башня очень поздняя, в перпендикулярном стиле. На башне расположена звонница из трёх колоколов (тенор в Си-бемоль).
- Западный фасад
- Интерьер
- Деревянная статуя св. Берты Кентской у южной стены
- Кладбище
- Могила Мэри и Герберта Туртелов
- Римский кирпич